# Río Bystrytsia

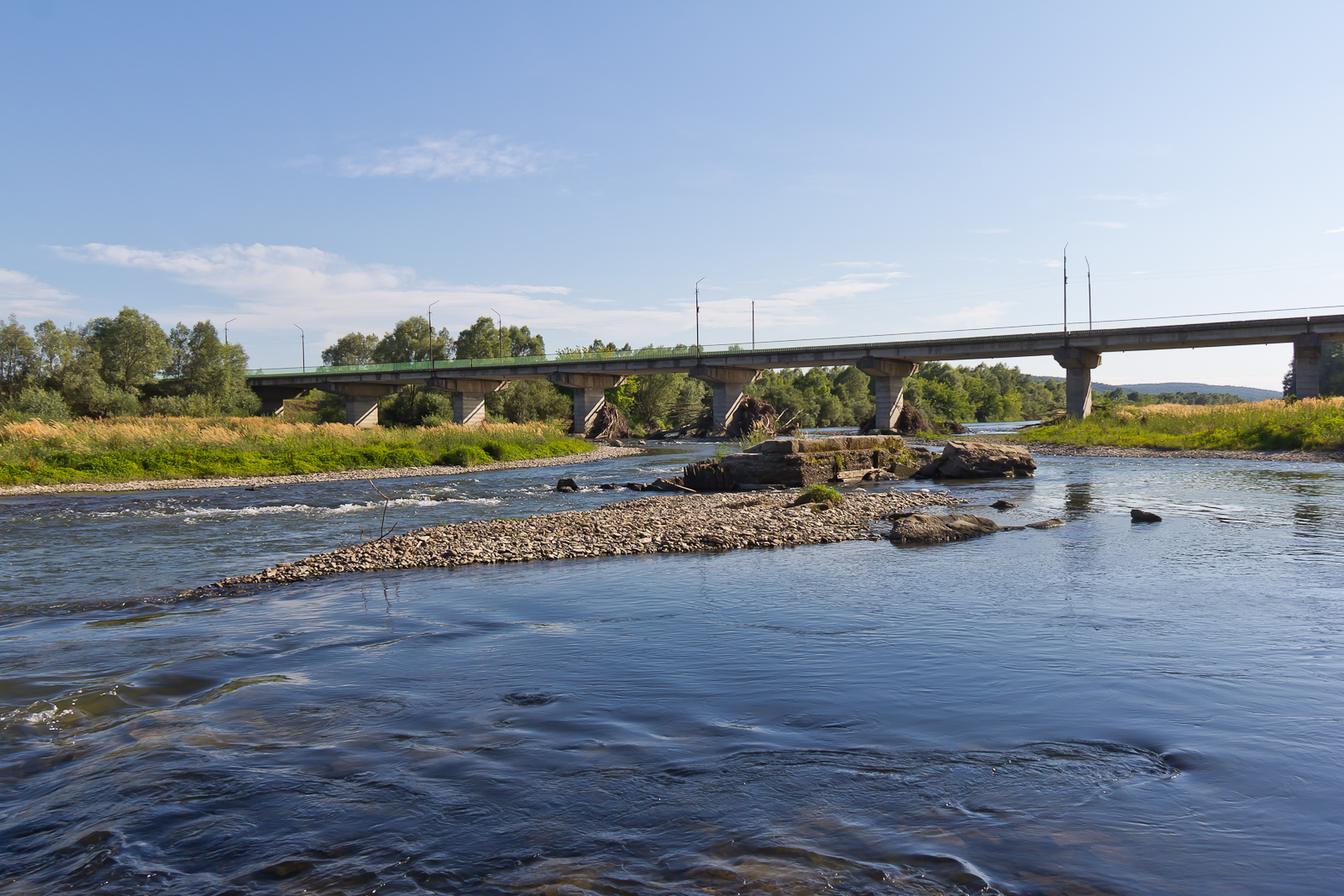
Río Bystrytsia

El río Býstrytsia (en ucraniano: Бистриця; en ruso: Быстрица; translit. Býstritsya; en polaco: Bystrzyca) es un río de Ucrania, un afluente por la derecha del Dniéster. Tiene una longitud de 183 km y una cuenca hidrográfica de 2.375 km². 
La mitad superior del río Býstrytsia se divide en dos partes: Býstrytsia-Solotvynska (en ucraniano, Бистриця Солотвинська; anteriormente: polaco, Złota Bystrzyca) y Býstrytsia-Nadvirnyanska (anteriormente: polaco, Czarna Bystrzyca). El Býstrytsia-Nadvirnyanska, un típico río de montaña; en su curso inferior (Subcarpatia), un río de las llanuras, tiene una longitud de 94 km y una cuenca hidrográfica de 1.580 km², y la mitad Býstrytsia-Solotvynska tiene una longitud de 82 km y una cuenca hidrográfica de 795 km²
Ambos ramales, típicos ríos de montañas, del río Býstrytsia nacen en los montes Gorgany de la cordillera de los Cárpatos en la provincia (óblast) de Ivano-Frankivsk. Con la ciudad de Ivano-Frankivsk, el centro administrativo del óblast de Ivano-Frankivsk, las dos ramas principales se unen, y luego fluyen a lo largo de 17 km hacia el sur de Hálych cerca de la ciudad de Yezupil, donde el río finalmente desemboca en el Dniéster.
El nombre, Býstrytsia, se traduce como de movimiento rápido a partir de la palabra ucraniana, бистрий (býstrii).